# Traité de Conflans
Cusset (1440) Saint-Maur (1465)
Le traité de Conflans, suivi du traité de Saint-Maur (1465), est signé par le roi de France Louis XI d'une part et par Charles, comte de Charolais  (futur duc de Bourgogne) et le duc de Guyenne, frère cadet du roi d'autre part, le 5 octobre 1465 à Conflans-l'Archevêque (aujourd'hui section de la commune de Charenton-le-Pont), et entame le règlement de la guerre de la Ligue du Bien public.

## Contexte historique
En 1461, Louis XI succéda à son père Charles VII. Il réduisit les prérogatives de la haute noblesse ainsi, le duc Jean II de Bourbon, favori de Charles VII, très influant au Conseil du roi, en fut chassé au profit de conseillers roturiers ou de petite noblesse.
En 1463, Louis XI racheta les villes de la Somme au duc de Bourgogne, Philippe le Bon, comme cela était autorisé par le traité d'Arras de 1435 qui avait mis fin à l'alliance anglo-bourguignonne. Mais Charles de Charolais, prince héritier de Bourgogne, n'accepta pas cette vente et décida de former une ligue des princes opposés au nouveau roi de France, incluant le duc de Berry, frère cadet de Louis XI.
Pour mettre fin à la guerre du Bien public (mai-octobre 1465), Louis XI décida de se plier aux exigences des féodaux révoltés et signa :
- le 5 octobre 1465 : le traité de Conflans avec le comte de Charolais et le duc de Berry ;
- le 29 octobre 1465 : le traité de Saint-Maur avec les princes ;
- le 23 décembre 1465 : le  traité de Caen avec le duc François II de Bretagne.

## Principales clauses
Par le traité de Conflans, le roi de France Louis XI rendait les villes de la Somme au duc de Bourgogne Philippe le Bon et cédait la Normandie à son frère Charles.

## Conséquence
Des mois plus tard, le roi Louis déclara au Parlement de Paris que le traité de Conflans était nul et non avenu, ayant été signé sous la contrainte.

## Lieu de mémoire
Le plateau d'une table en pierre évoquant la signature du traité se trouve dans le parc de Conflans avec une plaque commémorative, à l'emplacement de l'ancien château de Conflans, manoir qui appartenait à Charles le Téméraire, où fut conclu cet accord.